# Сескар
Се́скар (швед. Seitskär, фин. Seiskari) — остров в восточной части Финского залива. Расположен в 19 км от южного берега залива и в 38 км от северного. Санкт-Петербург находится в 100 км, а Кронштадт — в 78 км к востоку от острова. Административно подчинён Кингисеппскому району Ленинградской области.

## География
Сескар вытянут с севера на юг примерно на 3,2 км, ширина его при этом составляет более 1 км, а площадь — 4,16 км². Западный берег острова — низкий, сильно изрезанный и покрытый смешанным лесом с преобладанием берёзы и сосны. Восточный берег изрезан мало, покрыт песчаными дюнами, которые либо образуют пляжи, либо заросли соснами. На расстоянии 2,5 миль к западу и северо-западу от острова находится каменистая отмель площадью 8 км² с глубинами менее 5 м. Отмель помечена вехами, а западный берег Сескара порос тростником.
На северо-западной оконечности Сескара, на мысе Северном, находится мол длиною в 500 м, продолженный практически полностью разрушенным причалом. Доступ к молу с моря почти невозможен из-за обилия камней. Здесь же, на северо-западе возвышается маяк, представляющий собою башню 31 м высотой, отлитую из пушечного чугуна в 1858 г. Фокальная плоскость его находится на высоте 30 м. Каждые 30 с маяк даёт две белые вспышки, разделяемые временем в 6,5 секунд, Возле маяка расположен маячный городок с вертолётной площадкой, а в 1 км к югу от него — пограничная застава. Кроме того, на острове есть заброшенный аэродром и радиобашня Региональной системы безопасности мореплавания, возведённая в 2005 г. На маяке расположено оборудование Автоматизированной системы контроля радиационной обстановки (АСКРО), обеспечивающей наблюдение за радиационным фоном в радиусе 30 км от Ленинградской АЭС.
В районе западной каменистой отмели находится множество каменных гряд и мелких островов, самый большой из которых — остров Кокор, поросший соснами и можжевельником. Остальные острова большей частью покрыты густыми травами. К востоку от острова располагается так называемый Сескарский плёс, где находится якорная стоянка № 10, используемая для отстоя судов, следующих в порт Приморск во время летней навигации.
Для посещения острова или плавания на маломерных судах к западу от него необходимо разрешение пограничной службы ФСБ. Для плавания восточнее Сескара пограничную службу достаточно уведомить.

## Происхождение названия
Существует две версии происхождения названия Сескар. Согласно первой, название — финское, составленное из слов seitsen («семи») и kari («подводный камень, риф»). Согласно второй — шведское, состоящее из sjo («морской») и skar («скалистый островок»).

## История
Маяк на Сескаре существовал ещё при шведах, в XVII веке. В 1721 году по Ништадтскому миру остров с маяком отошёл от Швеции к России, причём маяк был в весьма ветхом состоянии, так что его пришлось ремонтировать в 1725 и 1727 годах. В 1732 году у острова разбился пакетбот под командою мичмана Шепелёва, шедший из Кронштадта в Любек. Катастрофа произошла из-за ошибочности применявшихся тогда на флоте голландских карт и привела к их замене картами, сделанными Фёдором Соймоновым по данным Мартына Янцына. В 1755 г. островной маяк вновь подвергся ремонту. В 1767 году на Сескаре была построена новая кирха, одна из самых маленьких финских церквей: лежащий в её основании шестерик имел в поперечнике 9 м.
В 1786 году на острове был создан карантинный дом, содержавшийся за счёт таможенных доходов. С началом русско-шведской войны (1788—1790) на Сескаре организовали военно-морской лазарет, связь которого с действующим флотом осуществляло госпитальное судно «Холмогоры». После Гогландского сражения русский флот — за исключением повреждённых кораблей и пленённого «Принца Густава», которые ушли в Кронштадт, — укрылся у Сескара. В мае 1790 года между Сескаром и Красной Горкой началось Красногорское сражение, длившееся 2 дня и закончившееся под Выборгом победой русской кронштадтской эскадры. Шведами командовал генерал‑адмирал Карл Зюдерманландский, русскими — вице‑адмирал Александр Круз. Вечером после первого дня сражения шведский флот чинился возле острова.
В 1794 году возле Сескара потерпело крушение и было выброшено на камни судно «Маргарита», шедшее с грузом леса из Кронштадта в Ревель. Все моряки были спасены жителями острова, за что последние получили премию в 100 руб. В 1807 г. на Сескаре построен новый маяк — двадцатиметровая кирпичная башня красного цвета с белым цоколем — по проекту Леонтия Спафарьева В ноябре 1840 года в пяти милях к юго-западу от острова затонуло британское торговое судно «Гуноп» с грузом индиго и сандалового дерева. Агенты Лондонского Ллойда не смогли получить помощь в подъёме груза на поверхность от начальника Кронштадтского порта, и в январе 1841 года за это дело взялся кронштадтский купец Василий Недоносков. С помощью механизмов, им самим сконструированных, он поднял почти весь груз без привлечения водолазов и доставил его на подводах в Петербург. Для работ Недоносковым были наняты 350 местных жителей.

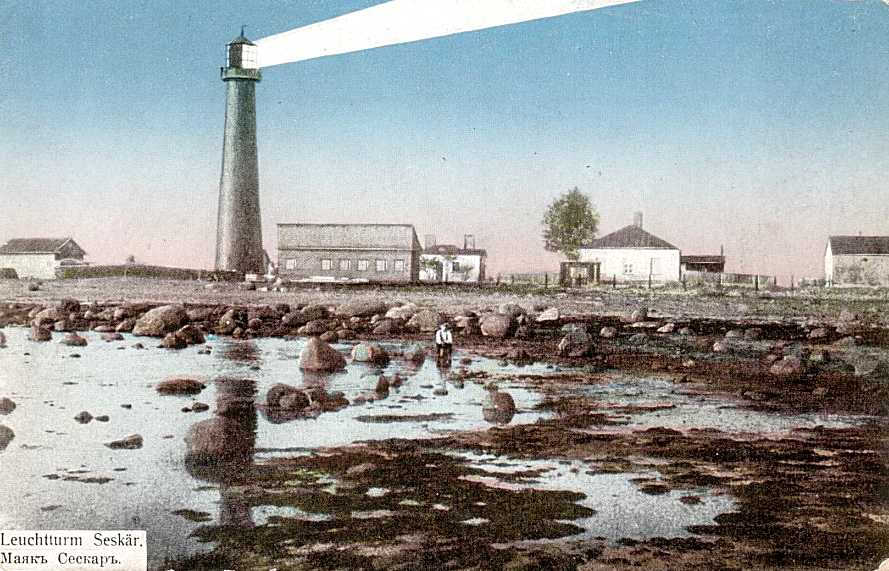
Маяк

В Крымскую войну англо-французский флот под командой вице-адмиралов Чарльза Нейпира и Александра Парсеваля-Дешена базировался возле острова в 1854 и 1855 годах По окончании войны, в 1858 году, на Сескаре поставили и освятили новый маяк, представляющий собою 30-метровую башню, отлитую англичанином Грисселем из артиллерийского чугуна. Английские же рабочие смонтировали саму башню и маячное оборудование. Башня оказалась первым чугунным маяком на русской территории. Маяк после многочисленных ремонтов функционирует на острове по сей день. В 1878 году на Сескаре построили под руководством ингерманландского крестьянина Яякко Колесавы новую кирху. До настоящего времени ни одной кирхи на острове не сохранилось.
Во время Гражданской войны в 1919—1920 годах возле Сескара находилась британская эскадра. В августе 1919 года подводная лодка РККФ «Пантера» под командой Александра Бахтина потопила на рейде острова английский эсминец типа V «Виттория» (Vittoria), а в октябре того же года возле Сескара подорвался на мине однотипный первому эсминец «Веруланум» (Verulam). Оба потопленных корабля были переданы англичанами во владение Финляндии, но при осмотре в 1925 году были признаны непригодными к починке. В 1920 году Сескар перешёл по Тартускому мирному договору к Финляндии и был демилитаризован.
К 1939 году регулярных войск на острове не было: только полиция, шюцкор, пограничники с несколькими пушками и пулемётами. Сескар представлял собой местный курорт с хорошо оборудованным пляжем на северной стороне, гостиницей и рестораном в центре острова. Советской морской пехотой во время Советско-финской войны Сескар был занят 30 ноября 1939 года при недолгом сопротивлении финской стороны. После высадки десантный батальон, оставив 15 человек до прибытия комендатуры, погрузился на корабли и ушёл к острову Лавенсаари.
Зимняя оборона КБФ всю войну держала на острове гарнизон, снабжавшийся по снежной дороге. В марте 1940 г. остров имел условное название Полтава.

Малая дорога жизни

С началом Великой Отечественной войны, в июле 1941 года, Сескар вошёл в Лужский укреплённый сектор, а в районе острова создали Восточную минную позицию, в которую включили также остров Гогланд. 26 августа на Сескар эвакуировали часть береговой артиллерии с материка, а Лужский укреплённый сектор на следующий день расформировали. С занятием финскими и германскими войсками большинства островов в Финском заливе, Сескар вместе с островом Лавенсаари стал передовым пунктом базирования Балтийского флота. Зимой 1941—1942 и 1943—1944 годов действовала ледовая автомобильная дорога Шепелёвский маяк — Сескар — Лавенсаари протяжённостью в 71 км. Зимой 1942—43 гг. льда в районе островов Сескар и Лавенсаари не было. Дорога пересекалась с германской ледовой дорогой маяк Стирсудден — Кургальский полуостров. На перекрёстке, прозванном «Международным», периодически возникали перестрелки. Обслуживали советскую дорогу инженеры флота.
В 1942 году Сескар включили в Островной сектор обороны Балтийского флота На острова Сескар и Лавенсаари базировались корабли охраны водного района, обеспечивавшие проводку выходящих на охоту подводных лодок и конвоев из Кронштадта, поэтому в районе острова постоянно происходили морские и воздушные сражения. В июне 1944 года перед началом Бьёркской десантной операции с Сескара на Берёзовые острова высаживались разведгруппы морской пехоты.